# Fuoco di sbarramento
Per fuoco di sbarramento (o anche tiro di sbarramento) si intende una concentrazione mirata e coordinata di fuoco di artiglieria volta ad impedire o a rallentare l'avanzata del nemico.
Questa tattica militare, fu sviluppata per la prima volta dall'esercito britannico nella guerra contro i Boeri e fu largamente usata durante la prima guerra mondiale.
Un esempio di sbarramento mobile ante litteram viene considerato l'attacco della fanteria francese contro la linea russa nella battaglia di Friedland, 14 giugno 1806, appoggiato dalle artiglierie campali ammassate a soli 120 m dalla linea russa, che accompagnarono con il fuoco l'avanzata della fanteria francese.

## Prima guerra mondiale
L'introduzione dei proietti esplosivi e del freno di sparo rese possibile una gestione più precisa, scientifica, del tiro delle artiglierie, che, con il procedere della guerra, diventò sempre più complessa. Lo sviluppo del tiro indiretto, dove i parametri di lancio venivano stabiliti in precedenza senza più affidarsi ai tiri d'osservazione per la determinazione del bersaglio, che non era più necessariamente visibile ai serventi dei pezzi, permise di creare delle mappe di tiro programmato che veniva eseguito con orari e modalità concordate su ampie zone del fronte.

### Sbarramento fisso
Il fuoco di sbarramento fisso ha lo scopo di creare una zona d'interdizione che non sia oltrepassabile dalla fanteria nemica: l'artiglieria sviluppa un fuoco continuo, regolare, che, in alcuni casi, può durare giorni.

### Sbarramento mobile

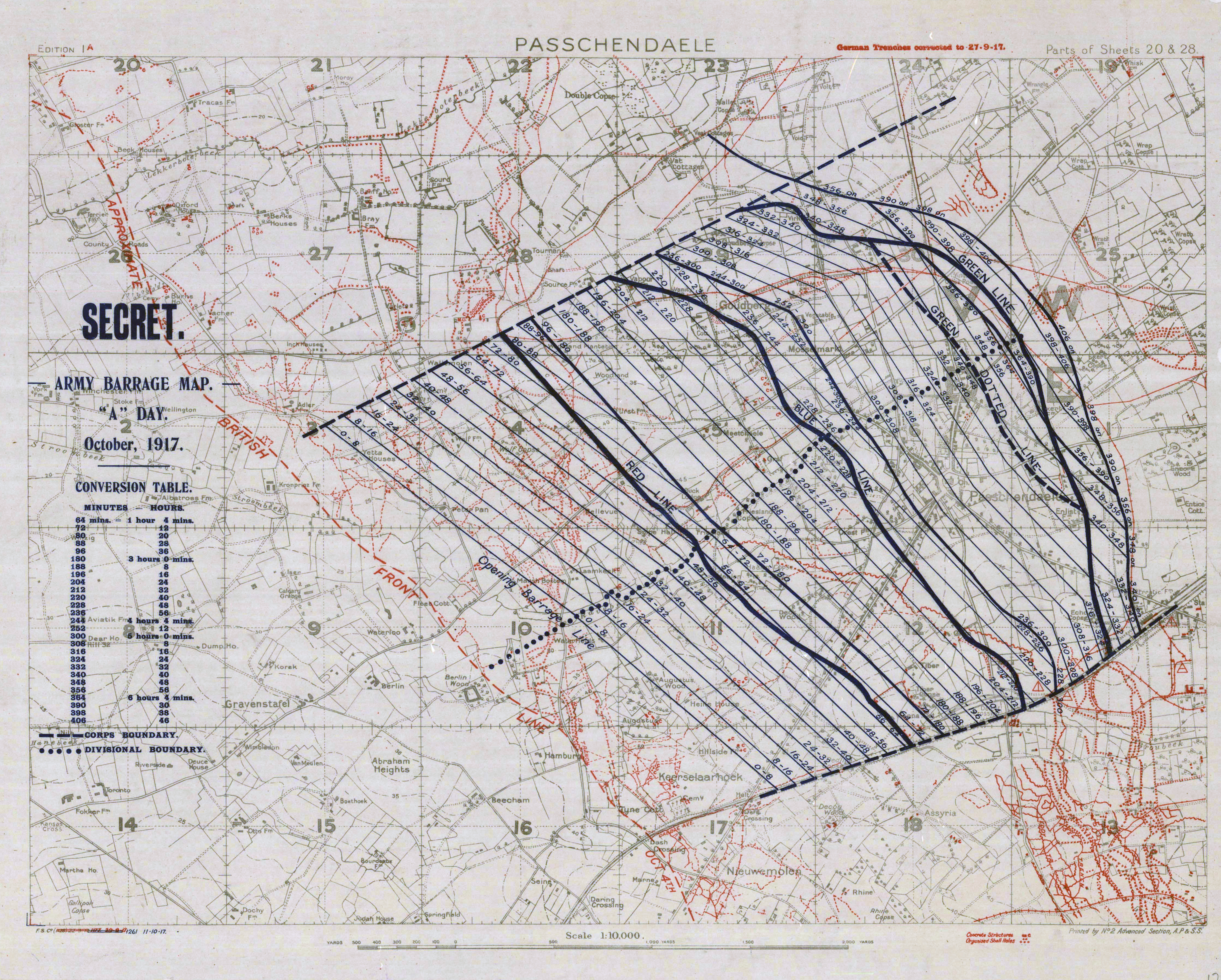
Mappa di tiro per uno sbarramento mobile dell'artiglieria britannica alla battaglia di Passchendaele

Lo sbarramento mobile ha lo scopo di accompagnare la fanteria nella sua avanzata verso le linee nemiche creandogli una linea di fuoco davanti per impedire alla fanteria nemica di reagire all'attacco e costringerla all'interno dei rifugi.  La coordinazione tra artiglieria e fanteria veniva mantenuta ipotizzando un rateo di avanzamento fisso della fanteria e, in base a questo, si spostava la linea di fuoco ad intervalli regolari, sempre più avanti. La mancanza di una coordinazione diretta, per l’assenza di strumenti tecnologici adatti a tale scopo, spesso fece fallire questa coordinazione.
Il primo impiego di questa tattica fu alla battaglia di Neuve-Chapelle, il 10 marzo 1915, dove i britannici ammassarono 354 cannoni su di un fronte di 10 miglia. Dopo un bombardamento preparatorio di 35 minuti le fanterie passarono all'attacco dietro lo sbarramento mobile che, via, via, si portava sulle seconde e terze linee di difesa tedesche.
L'esercito tedesco, dopo le tattiche di distruzione applicate nella battaglia di Verdun, cercò di aumentare al massimo il coordinamento tra artiglieria e fanteria, in modo che lo sbarramento mobile, Feuerwalze in lingua tedesca, si adattasse all'avanzata della fanteria e colpisse i punti di resistenza del nemico appoggiando con flessibilità le tattiche d'infiltrazione applicate nell'offensiva di primavera.
L'esercito italiano, per le difficoltà orografiche del fronte e lo scarso coordinamento tra fanteria ed artiglieria non riuscì ad impiegare queste tattiche fino al marzo 1917.

## Seconda guerra mondiale
Nella seconda guerra mondiale per l'esercito britannico lo sbarramento d'artiglieria divenne una tattica minore d'impiego, non venendo più impiegate grandi masse di fanteria, in favore di unità più piccole e mobili. Per esempio, per l'attacco iniziale a El Alamein fu inizialmente considerato l'avvio dell’attacco con uno sbarramento d'artiglieria, ma l'ampiezza del fronte d'attacco rese preferibile la concentrazione del tiro su obiettivi noti.
L'artiglieria sovietica, invece, utilizzerà lo sbarramento mobile per tutta la durata della guerra, poiché il grande numero di pezzi a disposizione e la scarsa coordinazione fra i corpi rese questa procedura uno standard della tattica sovietica.